# Renascença (Santa Maria)
Renascença est un quartier de la ville brésilienne de Santa Maria, Rio Grande do Sul. Le quartier est situé dans district de Sede.

## Vilas
Le quartier possède les vilas suivantes : Condomínio Residencial Arco Verde, Renascença, Vila Renascença.